# Agente 007 - Si vive solo due volte
Agente 007 - Si vive solo due volte (You Only Live Twice) è un film del 1967, diretto da Lewis Gilbert, che si ispira liberamente al romanzo Si vive solo due volte di Ian Fleming, riprendendone il titolo, il nome di alcuni personaggi e l'ambientazione.
È il quinto film della serie ufficiale di film avente per protagonista James Bond.

## Trama
La navicella spaziale americana della NASA Jupiter 16 viene dirottata dall'orbita da un'astronave non identificata. Gli Stati Uniti sospettano che sia opera dell'Unione Sovietica, ma gli inglesi sospettano il coinvolgimento del Giappone poiché la base britannica di Singapore ha rilevato il misterioso oggetto che atterrava in un luogo imprecisato del Mar del Giappone. Per indagare, l'agente dell'MI6 James Bond viene inviato a Tokyo, dopo aver finto la propria morte a Hong Kong ed essere stato sepolto in mare dalla HMS  Tenby.
Mentre partecipa a un torneo di sumo, Bond viene avvicinato dall'agente segreto giapponese Aki, che lo porta a incontrare l'agente locale dell'MI6 Dikko Henderson. Henderson afferma di avere prove cruciali sulla navicella spaziale, ma viene ucciso da un sicario prima che possa elaborare. Bond uccide l'aggressore, prendendo i suoi vestiti come travestimento, e viene portato nell'auto della fuga alla Osato Chemicals. Una volta lì, Bond immobilizza l'autista e irrompe nella cassaforte dell'ufficio del presidente dell'azienda, il signor Osato. Dopo aver ottenuto documenti segreti, Bond viene inseguito dalla sicurezza e salvato da Aki, che fugge in una stazione della metropolitana isolata. Bond la insegue, ma cade in una botola che conduce all'ufficio del capo del servizio segreto giapponese, Tanaka alias Tigre. I documenti vengono esaminati. Includono una fotografia della nave cargo Ning-Po, con un messaggio in microdot che dice che il turista che ha scattato la foto è stato ucciso come precauzione di sicurezza.
Bond torna alla Osato Chemicals per incontrare Osato, fingendosi un potenziale acquirente. Osato asseconda Bond, ma dopo il loro incontro ordina alla sua segretaria, Helga Brandt, di ucciderlo; entrambi sono agenti SPECTRE. Fuori dall'edificio, degli assassini aprono il fuoco su Bond prima che Aki lo salvi di nuovo. Bond e Aki guidano fino a Kobe, dove è attraccata la Ning-Po. Indagano sulle strutture del molo della compagnia e scoprono che la nave stava consegnando elementi per il carburante per razzi. Vengono scoperti, ma Bond elude gli scagnozzi finché Aki non scappa; tuttavia, Bond viene catturato. Si sveglia, legato nella cabina di Brandt sulla Ning-Po. Brandt interroga Bond, prima di sedurlo. Brandt porta Bond a Tokyo il giorno dopo, ma durante il tragitto, accende un razzo nell'aereo, sigilla Bond nel suo sedile e si lancia con il paracadute. Bond atterra e fugge prima che esploda.
Dopo aver scoperto dove è stato scaricato il Ning-Po, Bond sorvola la zona in un autogiro armato creato da Q. Vicino a un vulcano, Bond viene attaccato e sconfigge quattro elicotteri, confermando i suoi sospetti su una base vicina. Un'astronave sovietica viene catturata in orbita da un'altra astronave non identificata, aumentando le tensioni con gli Stati Uniti. La misteriosa astronave atterra in una base nascosta all'interno del vulcano, gestita da Ernst Stavro Blofeld di SPECTRE, che è stato assunto da una grande potenza per iniziare una guerra sovietico-americana. Blofeld convoca Osato e Brandt nei suoi alloggi per non aver ucciso Bond; Osato incolpa Brandt e Blofeld la getta in una piscina piena di piranha.
A Kyoto, Bond si prepara a condurre un'indagine più approfondita dell'isola allenandosi con i ninja di Tanaka e indossando un travestimento giapponese, che includerà un matrimonio inscenato con una subacquea Ama, eseguito da un agente noto sull'isola. Mentre è ancora a Kyoto, Aki viene uccisa quando viene avvelenata nel sonno da un agente SPECTRE che ha preso di mira Bond.
Bond viene presentato alla studentessa di Tanaka, Kissy Suzuki, che interpreterà il ruolo della moglie. Agendo su una pista, la coppia esplora una grotta con trappole esplosive di gas fosgene, che conduce al vulcano con la base missilistica segreta. Bond si intrufola all'interno mentre Kissy va ad avvisare Tanaka. Bond individua e libera gli astronauti americani e sovietici catturati e, con il loro aiuto, ruba una tuta spaziale per infiltrarsi nella navicella spaziale SPECTRE. Tuttavia, Blofeld individua Bond, che viene trattenuto mentre la navicella viene lanciato. Bond viene portato nella sala di controllo, dove incontra Blofeld.
La navicella si avvicina a una capsula spaziale americana e le forze statunitensi si preparano a lanciare un attacco nucleare all'Unione Sovietica. Nel frattempo, i ninja di Tanaka si avvicinano all'ingresso della base, ma vengono individuati e colpiti. Bond distrae Blofeld e fa entrare i ninja. Blofeld uccide Osato per non essere riuscito a eliminare Bond e si prepara a giustiziare anche Bond, ma viene fermato da Tanaka e fugge. Bond si fa strada fino alla sala controllo, uccide la guardia del corpo di Blofeld, Hans, e attiva l'autodistruzione della navicella prima che raggiunga la capsula americana. Mentre gli americani ritirano le loro forze, Blofeld attiva il sistema di autodistruzione della base e fugge. Bond, Kissy, Tanaka e i ninja sopravvissuti se ne vanno prima che l'eruzione distrugga la base e vengono prelevati dalle forze marittime giapponesi e dai servizi segreti britannici.

## Personaggi
- Sean Connery, nel ruolo di James Bond per la quinta volta. L'attore però era stanco del ruolo, preoccupato dall'eccessiva identificazione del pubblico con il suo personaggio, e dichiarò che avrebbe lasciato la serie. Venne sostituito dall'australiano George Lazenby nel successivo film di Bond, Agente 007 - Al servizio segreto di Sua Maestà.
- Akiko Wakabayashi, nel ruolo di Aki, la bond girl principale. Il suo personaggio fu ideato appositamente per il film. È un'agente dei Servizi Segreti giapponesi, e instaura un saldo legame con Bond. Rimane vittima di un tentativo di avvelenamento indirizzato a Bond e muore al posto suo.
- Donald Pleasence, nel ruolo di Ernst Stavro Blofeld, di cui viene per la prima volta mostrato il volto. In precedenza, infatti, del personaggio venivano riprese solo le mani, spesso mentre accarezzavano un gatto bianco. Durante la produzione, giunti al punto di girare le scene con Blofeld, ci si accorse che l'attore che era stato utilizzato negli altri film, Anthony Dawson, non era visivamente adatto a interpretare il ruolo. Venne così chiamato Pleasence che, grazie a una finta cicatrice sull'occhio, divenne l'interprete simbolo del personaggio, sebbene il suo aspetto non combaciasse con quello del personaggio di Ian Fleming.
- Mie Hama interpreta Kissy Suzuki, nel film accreditata solo come Kissy. Mentre nel libro è la bond girl più importante, qui è un personaggio secondario, che compare solo dopo la morte di Aki, cioè dopo la metà del film. È una pescatrice ama, e le viene imposto di sposarsi con 007, finendo per innamorarsi veramente di lui.
- Tetsurō Tamba, nel ruolo di Tigre Tanaka, il capo dei servizi segreti giapponesi. Il personaggio risente però di una notevole riduzione della parte rispetto al romanzo di Fleming, di cui viene completamente sconvolta la trama.
- Charles Gray, nel ruolo di Dikko Henderson, che deve il nome ai due amici che accompagnarono Fleming nel suo viaggio in Giappone prima della stesura del romanzo.
- Peter Maivia interpreta uno degli uomini di Mr. Osato, con cui James Bond ha una colluttazione all'interno dell'hotel di Osato, subito dopo l'uccisione di Mr. Henderson.

Il motivo conduttore del film You Only Live Twice, composto da John Barry con parole di Leslie Bricusse, è cantato da Nancy Sinatra, e la melodia accompagna diversi momenti del film. Quest'ultima è stata in seguito ripresa da Robbie Williams per il suo singolo Millennium del 1998.

## Produzione
La sceneggiatura del film, le cui riprese iniziarono il 4 luglio 1966, fu scritta da Roald Dahl, famoso scrittore britannico.
La Toyota 2000GT Cabriolet che compare nel film fu costruita in due soli esemplari apposta per la produzione, perché Sean Connery a causa della sua altezza aveva difficoltà a muoversi nella 2000GT Coupé che inizialmente era stato previsto venisse usata; inoltre, un'auto scoperta facilitava le riprese dall'interno dell'abitacolo. Il modello fu assemblato in tutta fretta partendo dalla Coupé, e la capote ripiegata che sfoggia è in realtà finta.
Nel marzo del 1966, in procinto di rientrare dal Giappone in Inghilterra, alcuni membri della troupe che si erano recati in Giappone a scegliere le locations, rimandarono il volo di ritorno per visionare un filmato sui ninja, che hanno un ruolo importante nel film, scampando così miracolosamente ad un incidente dal quale non rimase alcun superstite.